# Breton Township
Breton Township est un township inactif, situé dans le comté de Washington, dans le Missouri, aux États-Unis,.
Le township est fondé en 1813 et baptisé en référence à une ancienne communauté située dans ses limites.